# 月に聞いた11の物語
『月に聞いた11の物語』（つきにきいたじゅういちのものがたり）は、2017年9月13日に発売された谷山浩子の34作目のアルバム。
前作『夢みる力』から6年ぶりにリリースされたオリジナル・アルバムである。2017年には谷山がデビューしてから45年目を迎え、本アルバム発売後に45周年記念コンサートを開催した。

## 解説
題名のとおり、物語性の強い11の楽曲が収録されている。付属のブックレットには歌詞などとともに、谷山による各楽曲に対する解説も掲載されている。物語性の強い楽曲が収録された背景について、谷山は自身がダークな物語やテーマのある音楽を好んでいることが関係していると語っている。『夢みる力』から本アルバムのリリースまでにもROLLYや栗コーダーカルテットと合作する企画があったが、それでもファンからオリジナル・アルバムの新作を待望されていたという。
『月に聞いた11の物語』という題名は、アンデルセンの短編童話集『絵のない絵本』から着想を得た。この作品は月が語り手として登場しており、谷山にはこの作品のように短い物語が多数入ったアルバムを目指したいという意向があったという。収録曲には歌詞に「月」という言葉が含まれるものもいくつかあるが、谷山はアルバムの題名を付ける際にその点についてはあまり意識していなかったと語っている。また、収録曲の「きつね」と「金色野原」はそれぞれ宮沢賢治の童話『土神と狐』、梨木香歩の小説『西の魔女が死んだ』から着想を得ている。どちらも谷山が40代以降に読んで最も感涙した作品であるという。
谷山の指名により、編曲者として石井AQ、蓜島邦明、寺嶋民哉、保刈久明、からくり人形楽団（谷山、ROLLY、佐藤研二、高橋ロジャー和久、石井のユニット）が参加した。谷山の要望により、蓜島は「あやしい系」 (「妖しい」および「怪しい」)、寺嶋は「美しい系」の曲の編曲を担当したという。寺嶋は「テルーの唄」のシングルバージョンの編曲を担当したことがあり、この楽曲は映画『ゲド戦記』の予告編で使用された。谷山がそのときの寺嶋のシンセ・ストリングスと、満天の星空を映すアニメーションに感動したことから、本アルバムには寺嶋のシンセ・オーケストラが取り入れられているという。また谷山は、自身の楽曲の編曲を長年担当している石井とは好みが似通っていると評しており、石井には他の編曲者の色味をつけたくない曲の編曲を依頼したという。
アルバムジャケットやブックレットのイラストは、イラストレーターの坂本ヒメミが担当した。

## 収録曲
1. きつね
作詞・作曲：谷山浩子、編曲：石井AQ
宮沢賢治の童話『土神と狐』に登場するキツネがモデルとなっている。谷山は以前にもこの童話を読んだことがあったが、40代になって再読したときに自分でも理解できないほどに落涙してしまったという[2][4]。
2. サンタクロースを待っていた
作詞・作曲：谷山浩子、編曲：蓜島邦明
編曲を担当した蓜島は『サウンド・オブ・ミュージック』を思わせると評したという[4]。谷山は蓜島の編曲をディズニーに似て非なるものというように評しており、そのような編曲は蓜島が得意とするものであるとも述べている[3]。
3. 旅立ちの歌
作詞・作曲：谷山浩子、編曲：寺嶋民哉
MEGのアルバム『CONTINUE』への提供曲。ファンタジーRPGの勇者の旅立ちをイメージしている。提供先ではディレクターの指示により歌詞が変更されたが、セルフカバーにあたり一部の歌詞を元に戻した[4]。
4. 城あとの乙女
作詞・作曲：谷山浩子、編曲：寺嶋民哉
歌曲『荒城の月』を城の下働きをしていた14・15歳ほどの少女を主役に変えたイメージで制作された。中世ヨーロッパの廃墟をイメージしており、谷山は小学生の頃に聞いたグループ・サウンズや、ジュン&ロペのテレビコマーシャルの曲の影響を受けていると語っている[3][4]。
5. 白雪姫と七人のダイジョーブ
作詞・作曲：谷山浩子、編曲：石井AQ
谷山によると現代人の生活や文明に対する不安をイメージした曲であり、多くの人の協業によって支えられている社会の脆弱さへの恐れを歌ったものであると述べている[3]。コーラスには石井や役者、スタッフ、プロダクションの前社長が参加した[4]。
6. 無限マトリョーシカ
作詞：谷山浩子、作曲:Лесной путешественник、編曲：からくり人形楽団
声優の上坂すみれへの提供曲。不思議な森を題材とした曲がほしいというディレクターの要望に則って制作された。演奏はからくり人形楽団が担当しており、ROLLYも一部でボーカルや掛け声を担当している。谷山は作詞したときからからくり人形楽団による演奏と、曲の合間に入るROLLYの掛け声を想像していたという。ROLLYに特に要望を出さなかったが、想像どおりに掛け声を入れてくれたと谷山は語っている[3][4]。1番の歌詞は谷山が若い頃から好きだった東海林太郎の歌謡曲『国境の町』から着想を得ている[2][4]。谷山は後に自作の歌詞を振り返り、その内容が漫画『ジョジョの奇妙な冒険』を連想させると評している[3]。
7. ジリスジュリス
作詞・作曲：谷山浩子、編曲：石井AQ
「ジリス」は地上性のリスを意味する一般名詞で、「ジュリス」は樹上性のリスを意味する谷山の造語であり、歌詞の中ではリスの個体の名前としても使われている。インターネットで偶然にリスを見たことをきっかけに、道理に適っているが呪文しか聞こえない曲を意図して制作を始め、その後は『あわて床屋』や『待ちぼうけ』などの童謡から着想を得たという[3][4]。
8. パズル
作詞：谷山浩子、作曲:菊池潤也、編曲：蓜島邦明
てんかすトリオ (ももいろクローバーZの有安杏果、私立恵比寿中学の柏木ひなた、チームしゃちほこの伊藤千由李のユニット) への提供曲。「ファンタジー、迷宮、ダーク」をテーマに作詞を依頼されたという。セルフカバーにあたって歌詞やテンポを変更した[4]。蓜島は元はアイドルソング風だったこの曲の編曲に苦労したらしい[3]。
9. 螺旋人形
作詞：谷山浩子、作曲:石井AQ、編曲：蓜島邦明
歌詞は横溝正史の推理小説で見立て殺人に使われるわらべ歌のようなものを意図して制作された[2][3]。編曲を担当した蓜島はコンピュータゲーム『クローンズゲート』の音楽を担当したことで知られている。谷山の最も好きなゲームがこの『クローンズゲート』であり、本アルバムについての打ち合わせのときにこのゲームに関する話をしたという。谷山はこの編曲には『クローンズゲート』の音楽の要素があると評している[3][4]。歌詞にはロマ語の言葉が含まれる[4]。
10. 秘密の花園
作詞：谷山浩子、作曲：新居昭乃、編曲:保刈久明
谷山が毎年9月に開催しているコンサートである『猫森集会』で、2016年に新居がゲストとして参加した際に一緒に歌うために合作した楽曲。本アルバムに収録されたものも新居がボーカルに参加している。曲の題名はコンサートタイトルの「昭乃と浩子の秘密すぎる花園」に由来する。新居の作曲の後に谷山の歌詞が制作された。歌詞はすぐに完成し、新居は明るい曲のつもりで制作したものに対して谷山が制作した歌詞が想像以上に暗くて驚いたという[3][4]。
11. 金色野原
作詞・作曲：谷山浩子、編曲：寺嶋民哉
手嶌葵への提供曲。梨木香歩の小説『西の魔女が死んだ』が映画化されることになり、谷山は映画の主題歌のコンペに向けてこの曲を制作したが落選してしまった。映画の主題歌に採用された手嶌葵の『虹』のシングルにカップリング曲として収録された[3][4]。